# 塔羅阿島
塔罗阿岛（Taroa Island）是马绍尔群岛马洛拉普环礁东部的一个岛屿。 第二次世界大战期间 ，这里曾是日方重要的飞机场（塔罗瓦机场）的所在地。 该机场在第二次世界大战结束时被摧毁，岛上到處可以看到残骸和基地的遺跡。 
该岛直到1970年代才由马绍尔人重新居住，但由于再度開放飞机跑道和当地椰干的生產，现在成为环礁的主要经济中心。